# Tall al-Agharr (Idlib)
Tall al-Agharr (arab. تل الأغر) – wieś w Syrii, w muhafazie Idlib. W 2004 roku liczyła 733 mieszkańców.